# シュナウザー

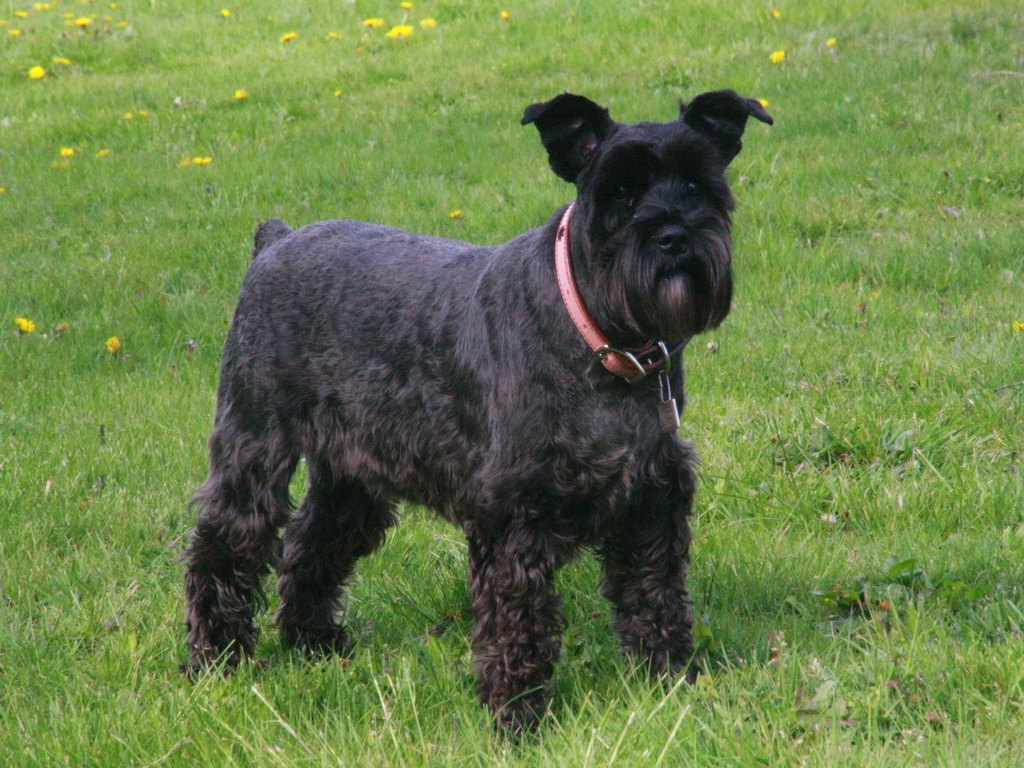
シュナウザー

シュナウザー（Schnauzer）はドイツ原産のイヌの品種。「シュナウツァー」とも。鼻の周りが長い毛で覆われているのが特徴で、「シュナウザー」という名前はドイツ語で鼻口部を意味するSchnauzeに由来する。
サイズによって次の3種類に分けられる。
- ミニチュア・シュナウザー
- スタンダード・シュナウザー
- ジャイアント・シュナウザー

ともに共通の祖先に由来するものの、性格としてはそれぞれ異なった個性をもっている。
他に、ブラック・ロシアン・テリアはロシアン・ベア・シュナウザー（Russian Bear Schnauzer）の別名でも知られる。